# Castillo de Alfonso III

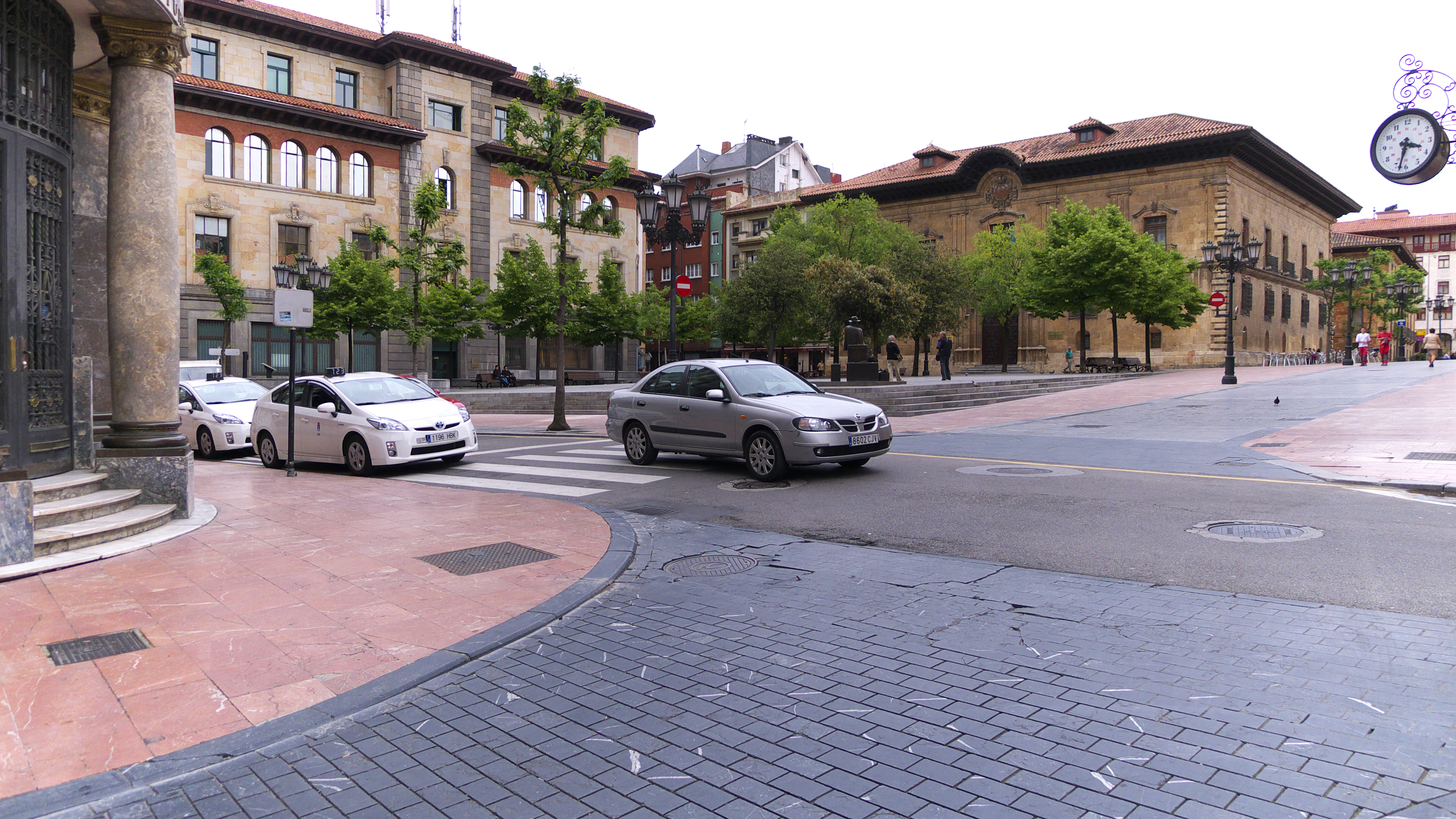
Plaza Porlier. El edificio de la izquierda ocupa el solar del antiguo castillo

El castillo de Alfonso III de Asturias fue una fortaleza medieval levantada por Alfonso III el Magno en la ciudad de Oviedo, España. Se encontraba junto  la actual Plaza Porlier. Se encontraba a escasos metro del Palacio de Alfonso III.

## Historia

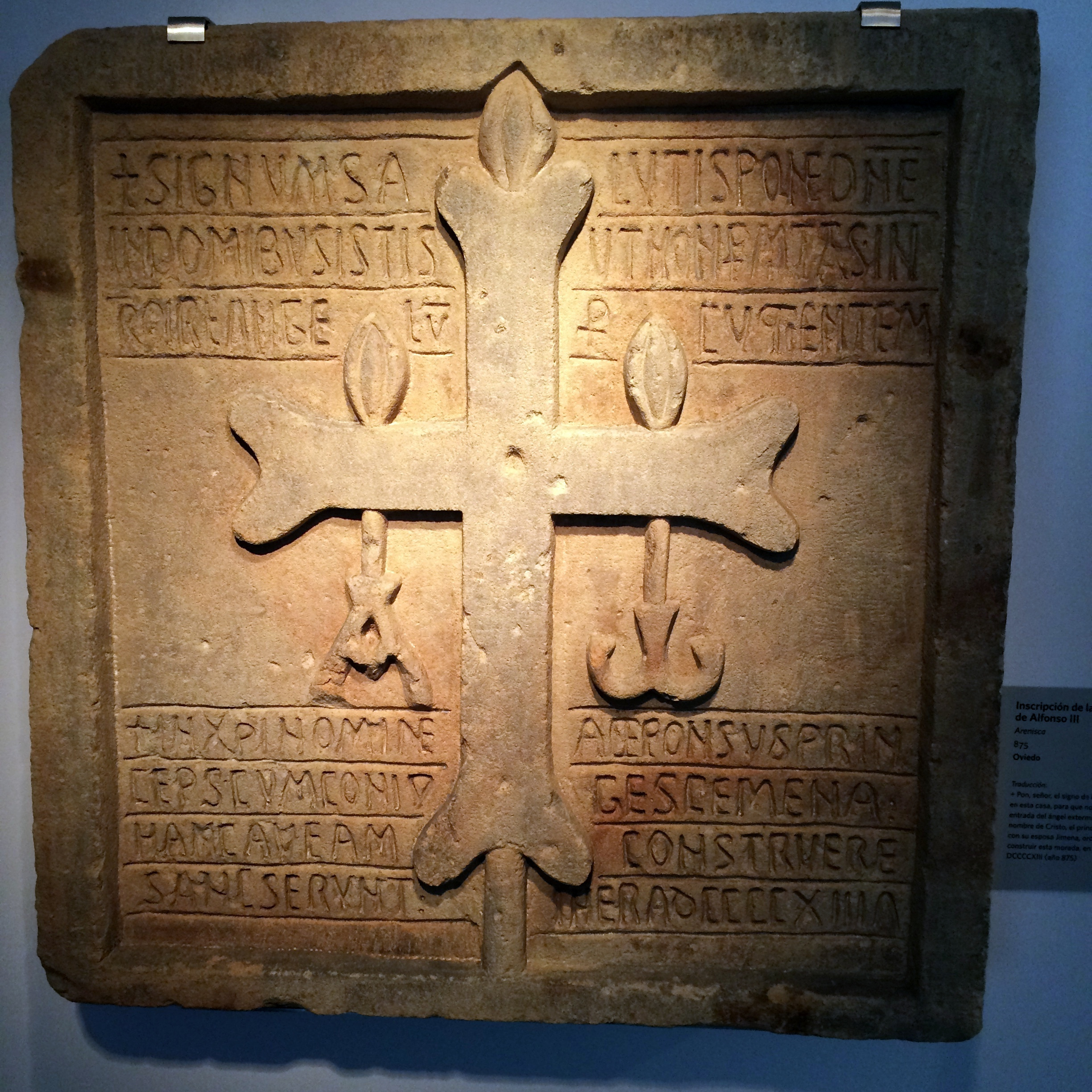
Inscripción de la fortaleza, del año 875

Alfonso III de Asturias, hijo de Ordoño I y la reina Nuña, nació en Oviedo en 852. Su reinado comenzó en 866 y ocupó el trono asturiano hasta 910, pasando entonces la capital del reino a León. 
En el siglo IX, Alfonso mandó construir en un ángulo oeste de la muralla de Oviedo, una fortaleza para defender la Catedral y la propia ciudad de las incursiones normandas. Constaba de una torre de 20 metros de altura a la que se adosaba un recinto murado con un patio central y diversas dependencias. Tenía un paseo de ronda almenada y otro cubierto, aunque esta es una descripción muy posterior a la época de construcción del castillo, por lo que se desconoce con exactitud su forma y composición. Con el paso de los años, la fortaleza fue, probablemente, variando su aspecto hasta que en 1716, cuando se usaba como polvorín, sufrió importantes daños debido a la explosión de parte del material que almacenaba. Posteriormente, durante la Invasión Francesa, sería destruido casi por completo por orden de Jean Pierre François Bonet. Sobre las ruinas de este, se construyó en 1818 un nuevo edificio que conservó el nombre de Real Castillo y Fortaleza y funcionó como cárcel para hombres. 
Finalmente en 1909 es derribado y el solar sería adquirido por Telefónica, que construye en 1929 el actual edificio en estilo regionalista diseñado por Jesús Álvarez de Meana, que nada tiene que ver con la antigua fortaleza.
En el Museo Arqueológico de Asturias se conserva una inscripción en latín, en piedra arenisca, perteneciente al antiguo castillo. La traducción de dicha inscripción es esta:

+ Pon, Señor, el signo de la salvación en esta casa para que no permitas la entrada del ángel exterminador + En nombre de Cristo, el príncipe Alfonso con su esposa, Jimena, ordenaron construir esta morada, en la era de DCCCCXIII (año 875).

En el mismo museo, junto a la inscripción, se conservan dos grandes columnas, con capitales corintios, provenientes del antiguo palacio que se ubicada a unos pocos metros. Se cree que pidieron ser reutilizadas de un edificio romano de Lucus Asturum o de la propia Oviedo.